# ترو (ویرجینیای غربی)
ترو، ویرجینیای غربی (به انگلیسی: True, West Virginia) یک منطقهٔ مسکونی در ایالات متحده آمریکا است که در ویرجینیای غربی واقع شده‌است.

## خصوصیات
ترو ۷۵۰٫۱۲ متر بالاتر از سطح دریا واقع شده‌است.